# Du'a al-Faraj
 (juillet 2025).
Le contenu est difficilement compréhensible vu les erreurs de traduction, qui sont peut-être dues à l'utilisation d'un logiciel de traduction automatique.
Du'a al-Faraj (arabe : دعاء الفرج) est un du'a attribué à l'imam Mahdi et qui commence par la phrase Elahi Azomal Bala (« Oh Allah, terrible était la calamité »),. La première partie de ce du'a est citée pour la première fois dans le livre de Konuz al-Nejah (Cheikh Tabarsi). Réciter ce du'a est réputé apporter beaucoup de profit,. Selon l'ayatollah Bahjat, la récitation de Du'a Faraj est le meilleur acte afin de ne pas être détruit à la fin des temps (un du'a qui affecte toutes les pratiques et devrait être récité avec ses conditions, parmi lesquelles le repentir).

## Terminologie
Dans la terminologie islamique, le mot du'a ou dua (arabe: دعاء) signifie littéralement invocation, qui est considérée comme l'acte de supplication, et les musulmans la considèrent comme une pratique profonde du culte. Le mot dua est dérivé d'un mot arabe qui signifie «invoquer» ou «appeler», tandis que Faraj signifie émancipation de la douleur et ouverture (ou amélioration des travaux/affaires).

## Sources

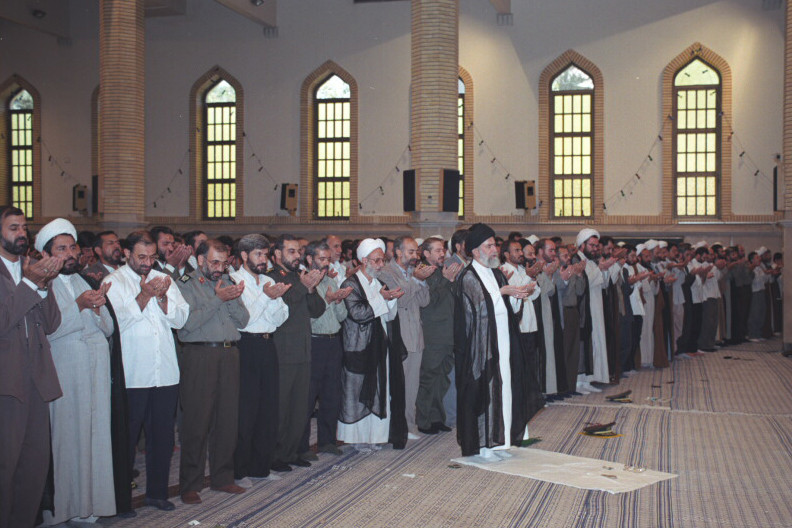
Réciter Du'a à Salat

Du'a Faraj, attribué à l'imam Mahdi, a été cité dans diverses compilations telles que Konuz al-Nejah (Sheikh Tabarsi), Wasael al-Shia (de Sheikh Al-Hurr al-Aamili), Jamal al-Usbu de (Sayyed Ibn Tawus) et ainsi de suite. Il est cité que l'Imam Mahdi a enseigné du'a Faraj à Muhammad ibn Ahmad ibn Abi Layth, qui a été hébergé à Kadhimiya de peur d'être tué. Il s'est sauvé d'être tué en récitant ce du'a. Cette supplication est également disponible dans le célèbre livre de Mafatih al-Janan . En outre, le du'a d'Allahuma Kon LeWaliyyek al-Hujjat ibn al-Hassan (ce qui signifie: O Allah, sois, pour Ton représentant, le Hujjat (preuve), fils d'AlHassan) » est aussi célèbre comme due Faraj par les musulmans chiites.

## Texte

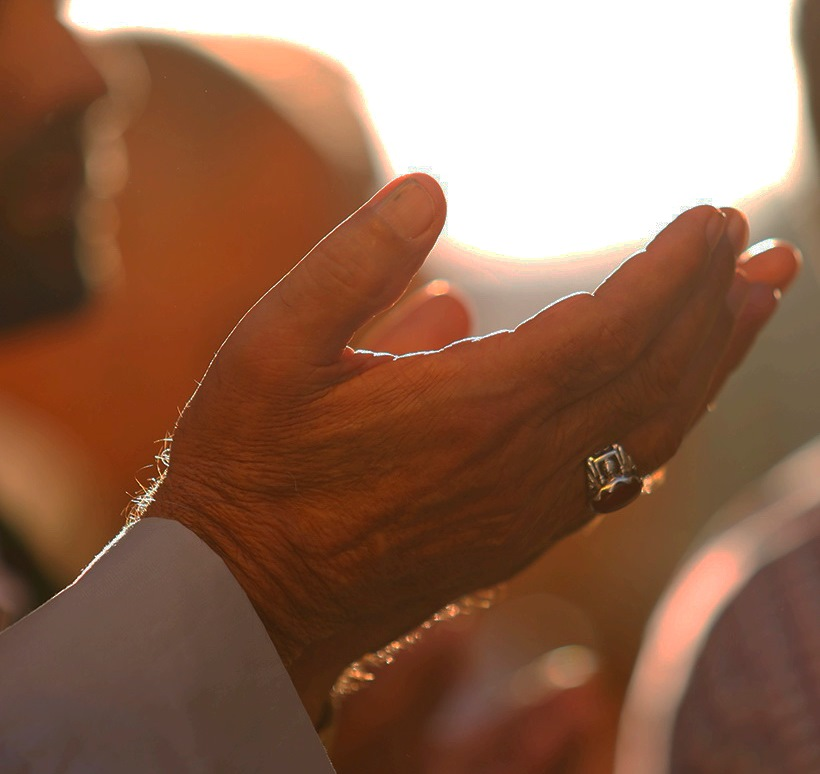
Une manière de réciter Du'a

La première partie du dua est la suivante : 
"O Allah, la calamité a été terrible, et ses conséquences néfastes sont visibles, le revêtement a été enlevé, (tous) les espoirs ont été coupés, la (abondante) terre s'est rétrécie (avec très peu d'épargne), les bénédictions célestes ont été retenues. Vous seul pouvez nous aider, nous vous renvoyons notre chagrin et notre chagrin, nous avons pleinement confiance en vous, au temps de la détresse comme de la bonne fortune. "  
La dernière partie du dua est la suivante: 
"O notre maître, O l'imam vivant, AIDE! AIDEZ-MOI! AIDEZ-MOI! Rejoins moi! Rejoins moi! Rejoins moi! À la fois, en cette heure. Sois rapide, sois rapide, sois rapide, ô le plus miséricordieux, pour l'amour de Mahomet et de ses enfants purs "  

## Voir également
- Muhammad al-Mahdi
- Chiisme
- Mafatih al-Janan
- Du'a Kumayl
- Du'a Abu Hamza al-Thumali
- Dua Tawassul